# Tisztuló repülés
A méhek a téli hidegben nem tudnak kirepülni, mint egyébként. Székletüket hónapokig képesek visszatartani, de már az enyhébb téli napokon kirepülnek megszabadulni salakanyagaiktól. Az anya székletét a dolgozók viszik ki. Ez a tisztuló repülés.
Az Alföld középső részein általában november végén húzódnak vissza telelőfürtbe. A tisztuló repülésre januárban vagy februárban kerül sor, amikor a levegő hőmérséklete az enyhébb déli órákban eléri a 10-12 Celsius-fokot.
A méhész ilyenkor inkább csak megfigyel. Közelebbit csak később, az első tavaszi vizsgálaton tudhat meg.
A méhek ilyenkor is keresik a virágport adó növényeket: mogyorót, hóvirágot, krókuszt, de ez messze nem elégíti ki a februárban már meginduló fiasítás igényeit. A család fogyasztása megnő, és nemcsak mézet igényel, hanem virágport is. A vízigény is ugrásszerűen megnő. A telelésre félretett táplálék nagyobb része a fiasítás megindulásakor fogy el.
A zárt helyen teleltetett családokat ki kell hordani. Ha már éjjeli szellőztetéssel sem sikerül megfelelő hőmérsékletre hűteni a telelőt, és a méhek is nyugtalanok, akkor a családokat ki kell hordani a szabadba. Ha túl sokáig vannak bent, az a tavaszi fejlődést akadályozza.
Ha a méhész észreveszi a tisztuló repülés megkezdését, akkor meg kell figyelnie a röpködést. Ha a kaptárak előtt a földet hó borítja, akkor a havat be kell borítania pokróccal, szalmával, fűrészporral, kátránypapírral vagy deszkával, így ha a méhek leszállnak, akkor nem dermednek meg. Gyanús az a család, amelyik nem röpköd, pedig a szomszédai kijárnak. Ezt meg kell hallgatni; egyenletes, mérsékelt zsongást kell hallani. Egyet lehet koppantani, és várni a család reakciójára. Ha nem zúg sokáig, akkor rendben van. Ha a koppanás után hosszasan sír, az anya meghalt. Ha koppantás nélkül hosszan zúg, akkor szomjas, vizet kell adni a kaptár gyors kibontásával. A vizet lépben vagy itató edényben lehet beadni. Ha a család csendes, akkor nem szabad jó időre várni, azonnal ki kell bontani, mert vagy kihalt, vagy a halálán van. Ha még élnek, akkor gyorsan pótolni kell az élelmet. Gyors segélyként meleg hígított mézzel vagy szörppel kell bepermetezni őket, tartós segítségként lépesméz vagy cukorlepény adható. A kihalt család kaptárát ki kell takarítani, a lépeket száraz, hűvös helyre tenni, a hullákat pedig el kell égetni. A röpnyílást be kell csukni. 